# 이정섭
이정섭(李正燮, 1946년 6월 10일~)은 대한민국의 배우, 요리연구가이다.
본관은 전주이며, 조선 중종의 다섯 번째 아들인 덕양군의 14대손이다. 부유한 집안에서 태어났으며 54칸짜리 한옥에서 살았다. 동생이 6명이다.
서울에서 출생하고 양정고등학교와 한양대학교 연극영화학과를 졸업하였다. 1963년 연극배우로 첫 데뷔하였고 1974년 TBC 동양방송 드라마에 첫 출연하였다.

## 학력
- 양정고등학교 졸업
- 한양대학교 연극영화학과 졸업

## 연기 활동

### 영화
- 2015년 《위험한 상견례 2》
- 2008년 《가루지기》
- 2007년 《눈부신 날에》
- 2004년 《발레 교습소》
- 2004년 《돌려차기》
- 2001년 《두사부일체》
- 2000년 《스트라이커》
- 1999년 《얼굴》
- 1995년 《맨》
- 1994년 《해적》

### 텔레비전 드라마
- 2018년 MBC 《숨바꼭질》 ... 특별출연
- 2013년 KBS 《직장의 신》 ... 장득대 역
- 2010년 MBC 《황금 물고기》 ... 권영춘 역
- 2005년 MBC 《신돈》 ... 안도치 역
- 2004년 MBC 《왕꽃 선녀님》 ... 신법사 역
- 1998년 SBS 《순풍산부인과》 ... 이정섭 역
- 1996년 SBS 《LA아리랑》 ... 이정섭 역
- 1994년 MBC 《사랑을 그대 품안에》 ... 강철 역

### TV 프로그램
- 2023년 KBS 1TV 《아침마당》 9516회 화요초대석 ... 게스트

### 공연
- 뮤지컬 첫 사랑

### 마당놀이
- 2009년 《MBC 마당놀이 토정비결》

## 연기 외 활동

### 광고
- 1995 한성기업 아이캔
- 1996 롯데햄 고기순대
- 1996 롯데제과 임페리얼 - 수준 있는 집
- 1996 한성선물세트 - 맛의 선물
- 1996 한성젓갈 - 빙온숙성
- 1997 머리표아이템풀 - 날개달기
- 1997 삼일제약 - 부루펜
- 1998 롯데햄 - 고기순대
- 1998년 해태제과 - 덴티큐
- 1999 김치나라 - 보관이 중요해요

### 저서
- 《이정섭 추천 맛집》(서울문화사, 2003년 12월 15일)
- 《이정섭의 쉬운 요리》(서울문화사, 2001년 12월 30일)
- 《이정섭의 한식 반찬과 손님상》(서울문화사, 2000년 10월 1일)
- 《이정섭의 맛있는 우리 음식》(서울문화사, 1998년 3월 1일)

## 화제
- KBS 개그콘서트에서 희극인 안일권이 "챔기름"(참기름) 등 이정섭의 대사를 성대모사하였다.